# Paramáli
Paramáli (grec moderne : Παραμάλι) est un village de Chypre situé dans le district de Limassol.